# 普拉特萊克鎮區 (明尼蘇達州克羅溫縣)
普拉特萊克鎮區（英語：Platte Lake Township）是位於美國明尼蘇達州克羅溫縣的一個行政鎮區。

## 地方資料
普拉特萊克鎮區的面積為93.39平方千米，當中陸地面積為92.55平方千米，而水域面積為0.84平方千米。根據2020年美國人口普查的數據，當地共有人口419人，而人口密度為每平方千米4.49人。